# Мочварни мунгос
Мочварни мунгос (лат. Atilax paludinosus) познат и као водени мунгос је врста сисара из реда звери и породице мунгоси (Atilax) средње величине пореклом из подсахарске Африке која насељава слатководне мочваре. Овај мунгос је једина врста мунгоса представника рода Atilax.

## Таксономија
Генеричко име Atilax смислио је 1826. године Фредерик Кјувије. Године 1829. Жорж Кивје је поменуо мунгоса у мочварама покрајине Кејп користећи научни назив Herpestes paludinosus. Мочварни мунгос је једини постојећи члан рода Atilax, иако је његова врста предака из раног плеистоцена позната као Atilax mesotes изумрла она је такође била члан рода.
Женке мочварних мунгоса имају 36 хромозома, а мужјаци 35, јер се један Y хромозом транслоцира на аутозом.

## Опис
Грубо и дуго крзно мочварног мунгоса је тамноцрвенкасто смеђе до црне боје са белом и жутосмеђом длаком. Длака иза врата и испред леђа је кратка, али дужа на задњим ногама и на репу. Уши су мале, округлог облика, чврсто притиснуте на главу животиње. Ову врсту карактерише кратка њушка и пливајуће опне између прстију. Мозак је прилично велики. Ове животиње имају посебно развијено чуло додира, што им помаже у потрази за храном. Њушка му је кратка са жутим устима, кратким брковима и голим ринаријумом. Зубна формула 3.1.3.23.1.3.2 × 2 = 36 зуба. Женке обично имају два пара млечних жлезда. Њена стопала имају пет прстију са закривљеним канџама. Табани су му голи.
Мочварни мунгос је прилично велика врста мунгоса. Женке имају дужину од главе до тела 48,72 центиметара, а мужјаци 51,38 центиметара, са 32,18 до 34,11 центиметара дугим репом. Тежина одраслих јединки се крећу од 2,56 до 2,95 килограма. Оба пола имају аналне жлезде у кесици које производе секрет са мирисом мошуса.

## Распрострањеност и станиште
Мочварни мунгоси су распострењени у већем делу подсахарске Африке од Сенегала и Гамбије до Етиопије, и у већем делу централне, источне и јужне Африке. Насељава слатководне мочваре и дуж река и потока, у шумама, џунгли и саванама. Појављује се у речним делтама, естуарним и бочатим стаништима у приобалним подручјима. Вероватно су га људи донели на острво Пемба у Занзибарском архипелагу.
Мочварни мунгос је у гвинејском националном парку Горњи Нигер забележен током истраживања спроведених од 1996. до 1997. године. У габонском националном парку Мукалаба-Дуду забележен је само у шумским стаништима током двомесечног истраживања 2012. године.
У Етиопском висоравни, забележена је јединка на надморској висини од 3.950 метара у Националном парку планине Бале.

## Понашање и екологија
Мочварни мунгос је првенствено солитарна тј. усамљена врста. Одличан је пливач и може да рони до 15 секунди, користећи ноге за веслање. На копну обично хода споро, али може и брзо да се креће. Мочварски мунгоси праћени са телемтријском огрлицом у Квазулу-Натал били су активни од кратког времена после заласка сунца до после поноћи показујући крепускуларну активност. Мужјак мочварног мунгоса са телемтријском огрлицом у специјалном резервату Џанга-Санга био је најактивнији током раних јутарњих и касних вечерњих сати, али се дању одмарао у јазбинама које се налазе у сувим областима изнад воде и блата у густом покривачу високе траве и вреже. Када је угрожен, мочварни мунгос емитује нискофреквентни крик, који никада не буде као прави врисак, само режи када се осећа заиста у опасности. Ако је стеран у ћошак или озбиљно уплашен, овај мунгос може испуцати млазеве смеђе течности неугодног мириса из својих аналних кеса. Када је узбуђен, мочварни мунгос може испустити висок јаук или блејати отворених уста.

### Понашање у храњењу и исхрана
Понашање у храњењу осам јединки мочварних мунгоса у заточеништву проучавано је 1984. године. Када су мунгоси угледали плен у води, пливали су или ходали према њему, користили прсте да га траже, али су држали главу изнад воде. Када су га пронашли, зграбили су га устима и убили ван воде. Убијали су глодаре и жабе уједајући их у главу, а повремено их и дрмали. Када су завршили са оброком, брисали су уста предњим ногама. Разбијали су јаја бацајући их уназад између ногу. Измет мочварних мунгоса сакупљени око језера Света Луција садржали су пре свега остатке ракова, водоземаца, инсеката и риба. Мочварни мунгоси су примећени док су носили блатокрабе (Scylla serrata) на обалу. Уклонили су хелипеде тј. кљешта крабе и отворили грудну кост да би се хранили садржајем тела. Они таложе остатке измета на одређеним местима за отпад која се налазе у ниском жбуњу, на стенама или песку далеко од ивице воде. Измет мочварног мунгоса сакупљена у каменитом приобалном станишту садржала је остатке пешчане буве, приобалног рака (Cyclograpsus punctatus), љуске морског пужа (Oxystele sinensis) и пужева Tropidophora. Истраживања на југоистоку Нигерије открила су да мочварни мунгос има сваштоједну исхрану. Храни се глодарима попут џиновских пацова (Cricetomys), Теминков миш (Mus musculoides), Туллберговог мекодлаког миша (Praomys tullbergi), травнатих жаба (Ptychadena), афричка пегава жаба  (Hoplobatrachus occipitalis), црвеноусна змија (Crotaphopeltis hotamboeia). скакач (Periophthalmus), инсекти као што су пауци и тврдокрилци, пужеви, шкољке, десетоношце као и воће, бобице и семена.

### Размножавање
Женка рађа два легла годишње, обично једно у сушној и једно у кишној сезони. За рађање младунчади обично користи шупљину у близини воде, а ако није доступна, прави гнездо од свих врста трава и гранчица. Након гестације од 69 до 80 дана, женке рађају легло од два до три младунца, која се роде са потпуним крзном. Очи им се отварају између 9. и 14. дана, зенице су у почетку плавкасте боје, а у доби од три недеље мењају се у смеђе. Ушни канал им се отвара између 17. и 28. дана. Женке почињу да одбијају своје младунце најраније 30. дана, а младунчад се потпуно одбијају од мајке до два месеца. Коначну величину јединка достиже се за око 27 недеља.
У неким регионима Африке, мочварни мунгос се држи као кућни љубимац и ако је ухваћен као млад, веома је питом и чист. У заточеништву, мочварни мунгос живео је 17 година.

## Угроженост
Током 2006. године процењено је да се око 950 мочварних мунгоса лови годишње у камерунском делу обалних шума Крос-Санага-Биоко.